# عبد الرحمن بن جبير بن نفير
عبد الرحمن بن جبير بن نفير تابعي بصري، وأحد رواة الحديث النبوي.مات سنة 118 هـ في خلافة هشام بن عبد الملك.

## روايته للحديث النبوي
- روى عن: أنس بن مالك، وعَن أبيه جبير بن نفير، وخالد بن معدان وكثير بن مرة.
- روى عنه: إسماعيل بْن عياش، وثور بْن يَزِيد، وزهير بْن سالم العبسي، وصفوان بْن عَمْرو، وأبو حمزة عيسى بْن سليم (م س) ، ومالك الحضرمي، والد ضبارة بْن مَالِك، ومحمد بْن الوليد الزبيدي، ومعاوية بْن صالح بْن حدير الحضرمي، وعمه معدان بْن حدير الحضرمي، ويحيى بْن جابر الطائي، ويزيد بْن حمير الرحبي.[1]
- الجرح والتعديل: وثّقه أبو زرعة الرازي والنسائي ومحمد بن سعد البغدادي والعجلي وابن حجر العسقلاني، وقال محمد بن سعد البغدادي: «كان ثقة، وبعض النّاس يستنكر حديثه، ومات سنة 118 هـ في خلافة هشام بن عبد الملك».[2] وقال أبو حاتم الرازي: «صالح الحديث»، ذكره ابن حبان في كتاب الثقات، روى له البخاري في الأدب المفرد، والباقون.[1]